# 1923 en science-fiction
| Années de la science-fiction : 1920 - 1921 - 1922 - 1923 - 1924 - 1925 - 1926    |
| Décennies de la science-fiction : 1890 - 1900 - 1910 - 1920 - 1930 - 1940 - 1950 |

L'année 1923 est marquée, en matière de science-fiction, par les événements suivants.

## Naissances et décès

### Naissances
- 12 janvier : Pierre Versins, écrivain français, mort en 2001.
- 17 avril : Lloyd Biggle, Jr., écrivain américain, mort en 2002.
- 23 avril : Avram Davidson, écrivain américain, mort en 1993.
- 12 juillet : James E. Gunn, écrivain américain, mort en 2020.
- 23 juillet : Cyril M. Kornbluth, écrivain américain, mort en 1958.
- 20 août : Henri Bessière, directeur littéraire et écrivain français, mort en 2011.
- 1er novembre : Gordon R. Dickson, écrivain américain, mort en 2001.

## Événements
- Création du magazine américain pulp Weird Tales.

## Prix
La plupart des prix littéraires de science-fiction actuellement connus n'existaient alors pas.

## Parutions littéraires

### Romans
- Aelita par Alexis Nikolaïevitch Tolstoï.
- La Poupée sanglante par Gaston Leroux.